# پولاریس AM-FIB

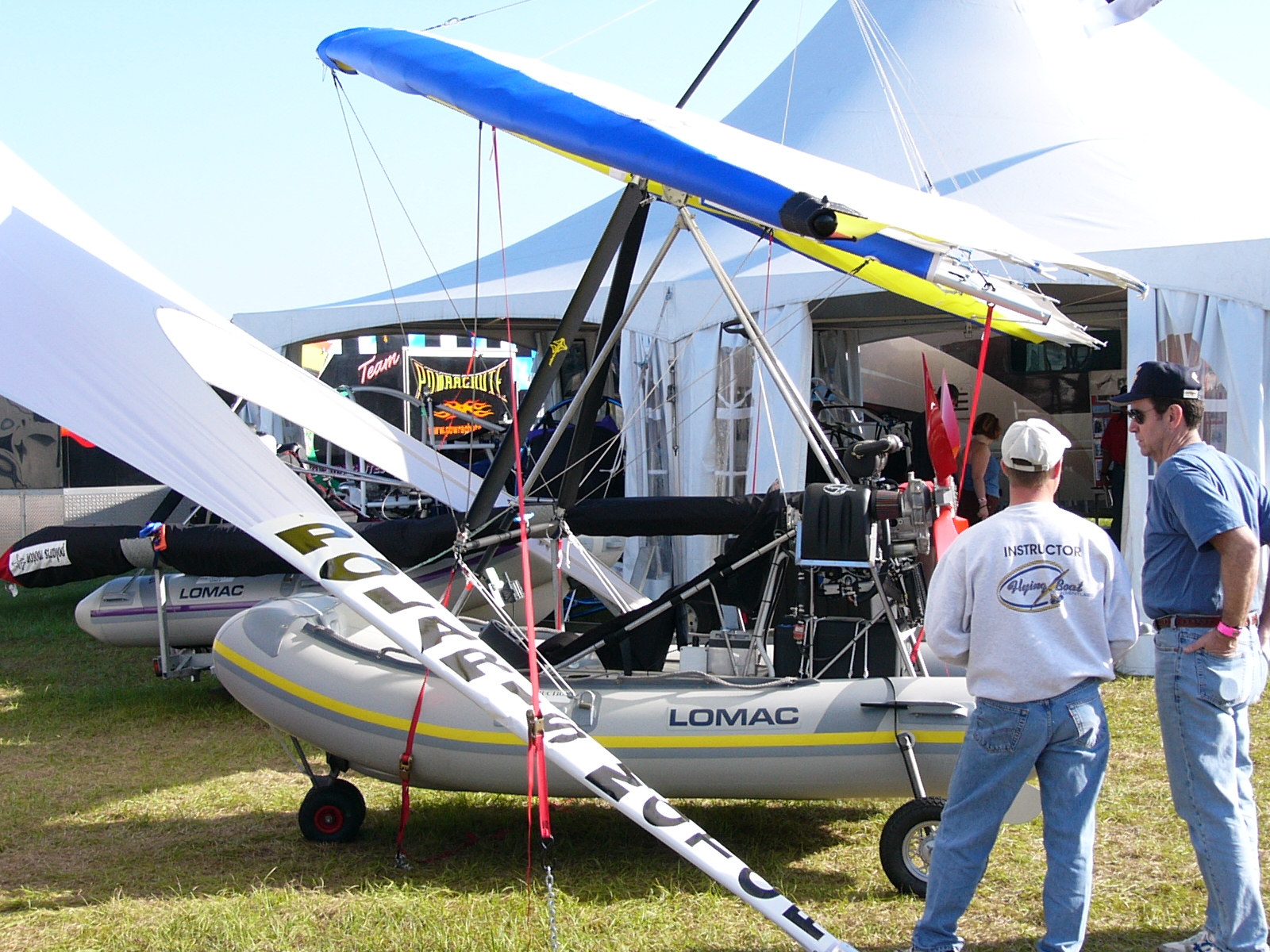
Polaris AM-FIB در خورشید سرگرمی 2004

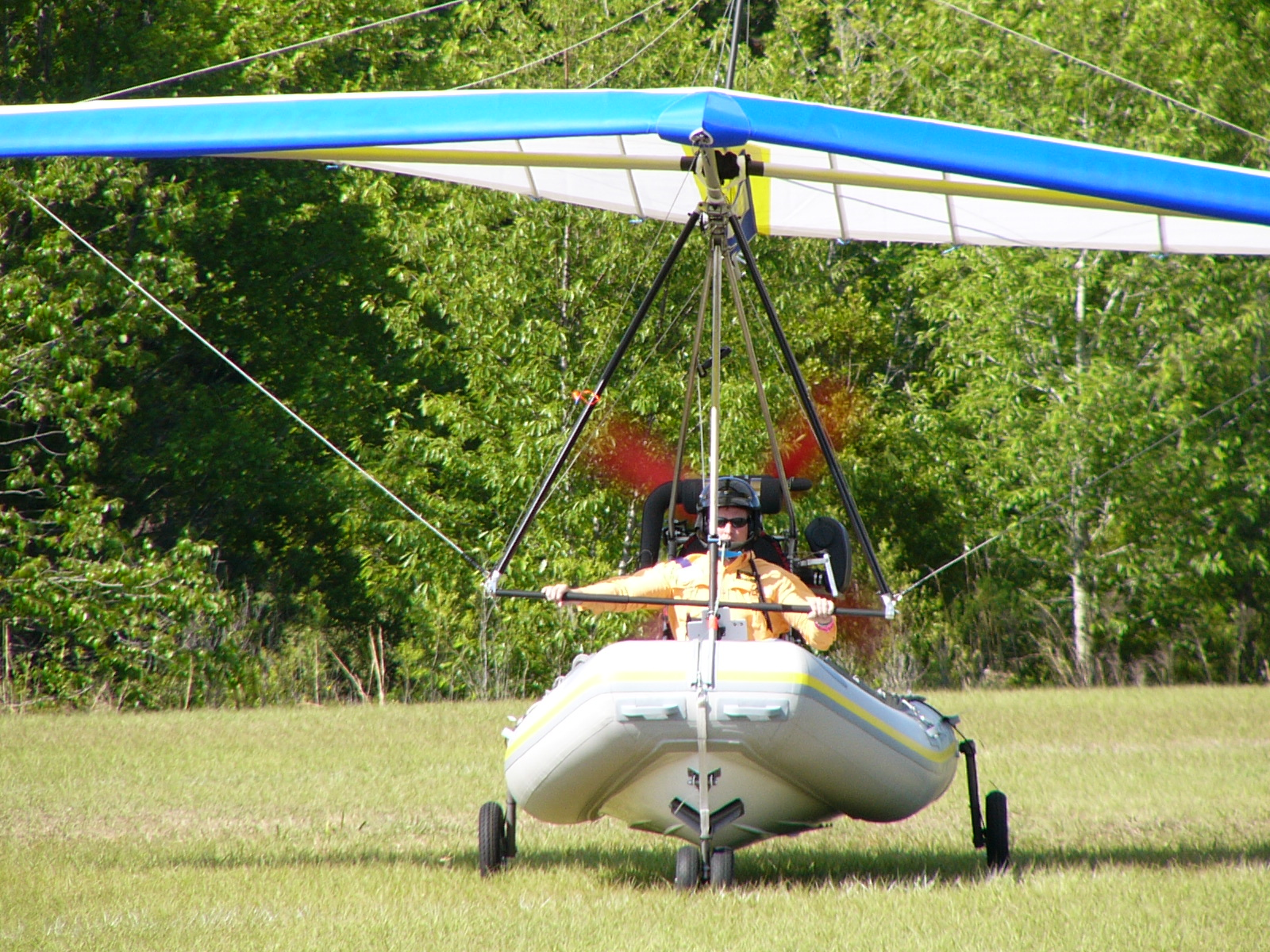
Polaris AM-FIB در خورشید سرگرمی 2004

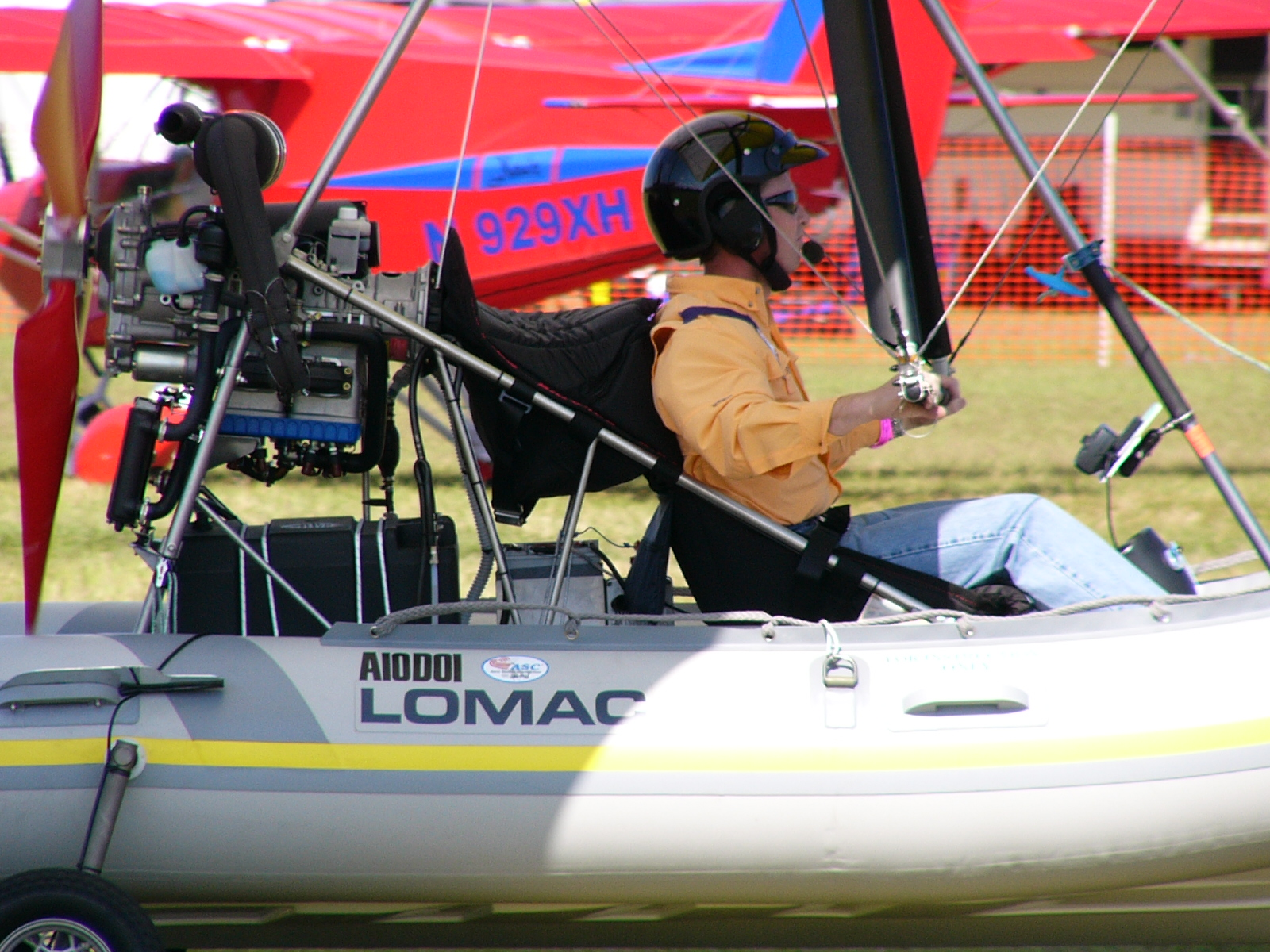
Polaris AM-FIB در خورشید سرگرمی 2004

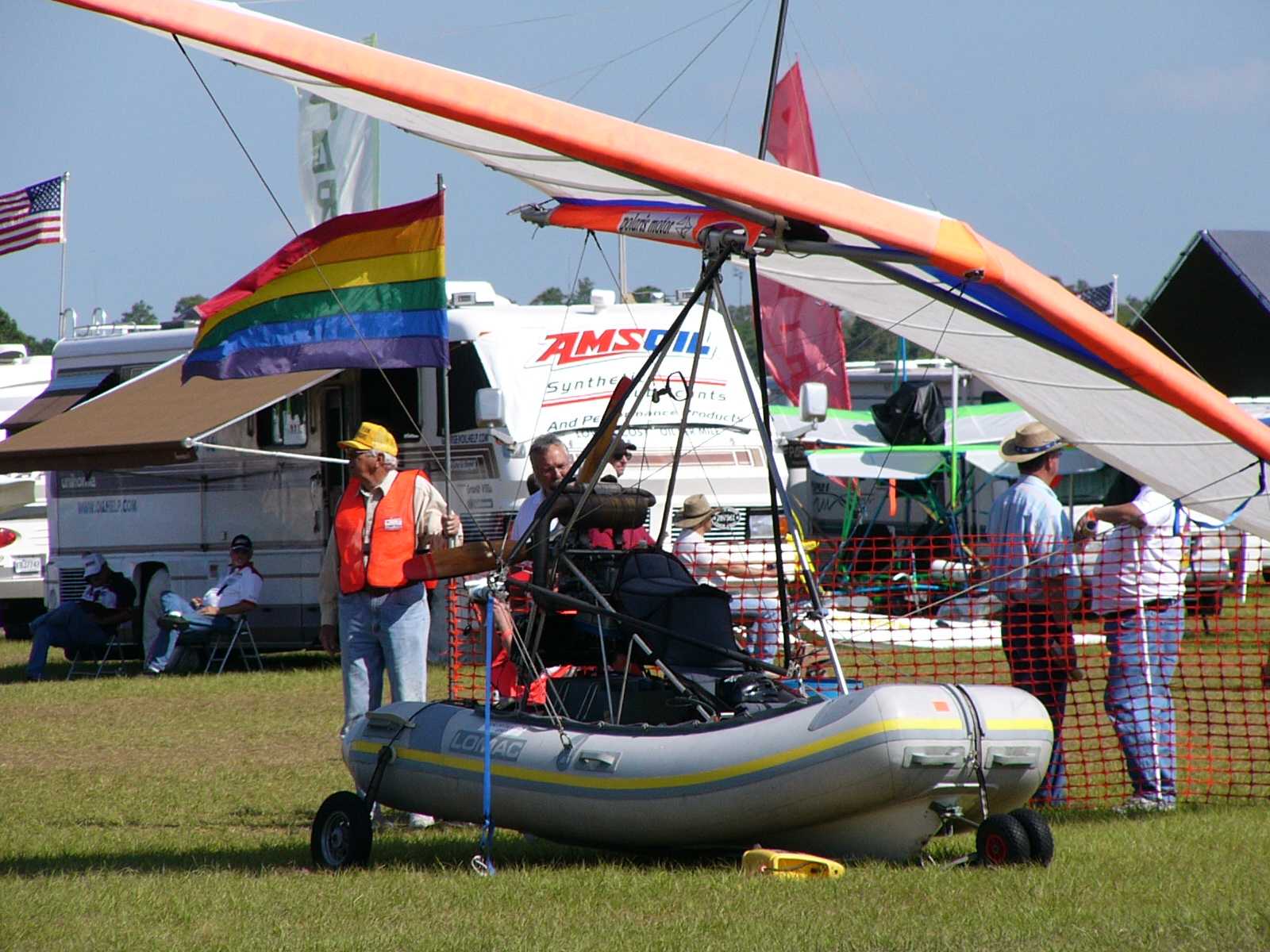
Polaris AM-FIB در خورشید سرگرمی 2004

قایق Polaris AM-FIB یک قایق پرنده آبی ایتالیایی است که توسط پولاریس موتور طراحی و تولید شده‌است. این هواپیما در سال ۲۰۰۳ معرفی شد و به عنوان یک هواپیمای آماده پرواز به پرواز درآمد.

## مشخصات
خدمه: یکی
گنجایش: یک نفر
ارتفاع: ۱۱.۱۵ متر (۳۶ فوت ۷ اینچ)
مساحت بال: ۱۹.۶ متر مربع (۲۱۱ فوت مربع)
وزن خالی: ۲۳۹ کیلوگرم (۵۲۷ پوند)
وزن ناخالص: ۴۰۶ کیلوگرم (PC پوند)
ظرفیت سوخت: ۴۰ لیتر (۸.۸ گالن، ۱۱ گالن آمریکا)
پروانه: ۳ پره
حداکثر سرعت: ۸۰ کیلومتر بر ساعت (۵۰ مایل بر ساعت؛ ۴۳ گره)